# Attentat auf die US-Botschaft in Sarajevo

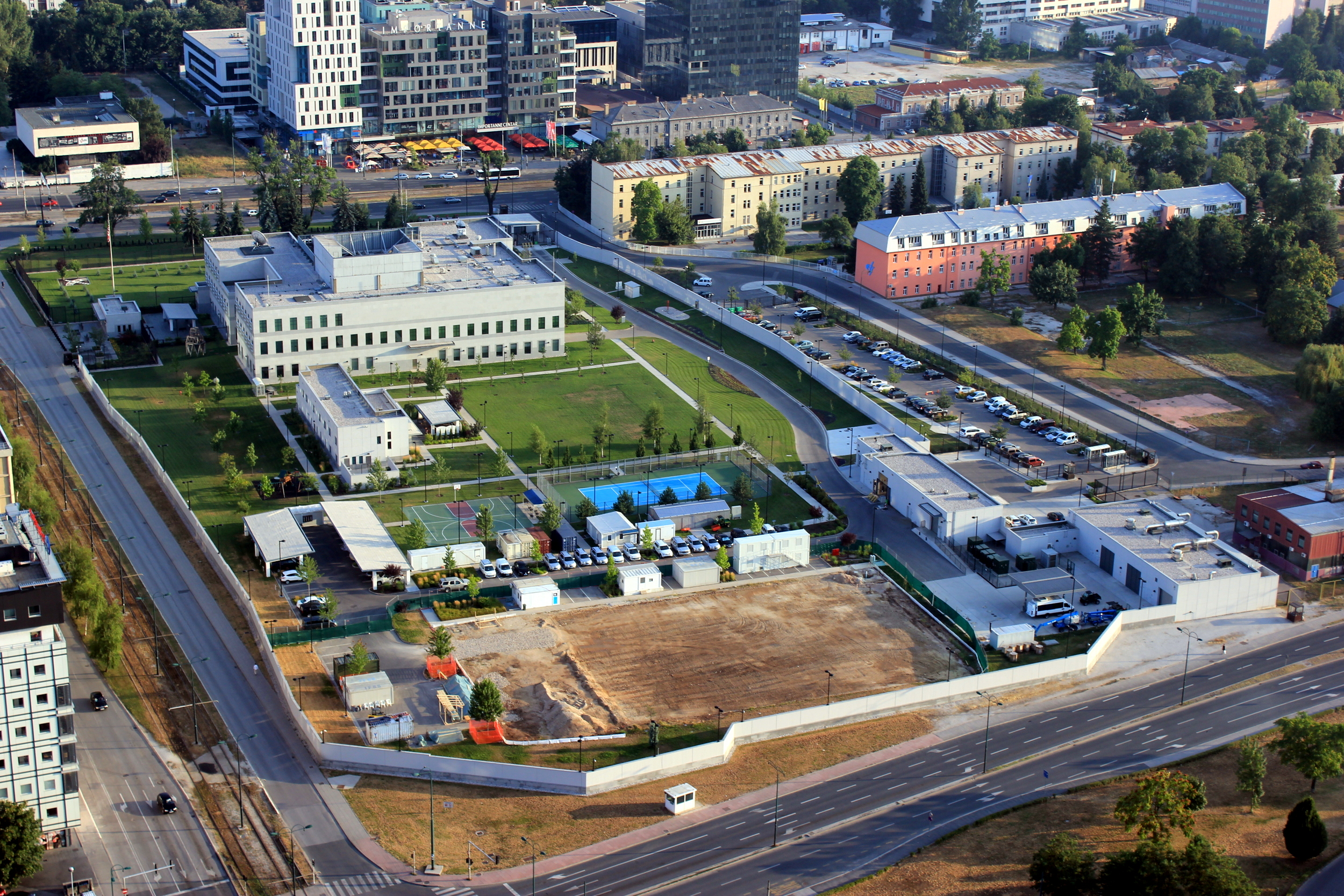
Gelände der US-Botschaft in Sarajevo (2015)

Das Attentat auf die US-Botschaft in Sarajevo war ein am 28. Oktober 2011 durch einen Islamisten verübter Anschlag auf die US-amerikanische Botschaft mit terroristischem Hintergrund in der bosnisch-herzegowinischen Stadt Sarajevo.  Der Angreifer schoss mit einer Kalaschnikow-Gewehr minutenlang auf die US-amerikanische Botschaft und verletzte mindestens einen Wachmann. Islamistische Extremisten waren vor dem Angriff auf die Botschaft für mindestens ein weiteres Attentat in dem Land verantwortlich, beim Bombenanschlag auf eine Polizeistation in Bugojno 2010 starb ein Polizist.

## Ablauf und Folgen des Attentats
Der mit einem Militärmantel gekleidete Angreifer feuerte mit einer Kalaschnikow AK-47 105 Geschosse gegen das Botschaftsgebäude ab. Ein Wachposten wurde bei dem etwa 40-minütigen Angriff verletzt. Sicherheitskräfte verwundeten den Schützen schließlich mit Schüssen und nahmen ihn fest. Bei dem Attentäter handelte es sich um Mevlid Jašarević, der aus der mehrheitlich von Bosniaken bewohnten südserbischen Stadt Novi Pazar stammte, in Wien aufwuchs und danach zeitweise im bosnischen Dorf Gornja Maoča gelebt hatte. Jašarević wurde nach einem Gerichtsverfahren zu 18 Jahren Haft verurteilt.

## Rolle von Gornja Maoča als Hochburg radikaler Islamisten
Nach dem Bosnienkrieg siedelten sich in Gornja Maoča anstelle der früheren überwiegend vertriebenen serbischen Bewohner islamistische Kämpfer aus Afghanistan und anderen Nationen an, die auf der Seite der Bosniaken als Mudschahedin im Bosnienkrieg gekämpft hatten. Im Februar 2010 wurde das Dorf, das als Hochburg radikaler Islamisten galt, von etwa 600 Polizisten gestürmt. Sie hoben ein Waffenlager aus und nahmen zehn Personen fest. Nach dem Anschlag durch Jašarević wurde das Dorf erneut von der bosnischen Polizei abgeriegelt. Dabei wurden am 1. November 2011 zwei Männer festgenommen, die den Verdächtigen nach Sarajevo gefahren haben sollen.
2015 machte das Dorf wieder internationale Schlagzeilen, weil dort Anfang des Jahres die IS-Flagge über dem Ort gehisst worden sein soll. Der bosnische Salafistenführer Nusret Imamović hatte einige Zeit neben Wien auch in dem Wahhabiten-Dorf gelebt und ebenfalls eine Reihe bosnischer IS-Kämpfer. Schon während des Zweiten Weltkriegs war das Dorf von radikalem Islamismus betroffen. Im Jahre 1944 wurde im Dorf eine ethnische Säuberung durch Angehörige der bosniakischen SS-Handschar durchgeführt, eine der Gebirgs-Divisionen der Waffen-SS. Dabei wurden die serbischen Einwohner in ein Haus getrieben, beschossen und das Haus wurde anschließend angezündet. Dabei starben 25 Menschen, ganze Familien wurden ausgelöscht, nur drei überlebten schwer verletzt.